# Phare de Turkey Point

Le phare de Turkey Point (en anglais : Turkey Point Light) est un phare situé au large de Havre de Grace sur la pointe du fond de la baie de Chesapeake dans le Comté de Kent, Maryland.
Il est inscrit au Registre national des lieux historiques depuis le 2 décembre 2002 sous le n° 02001421 .

## Historique
Le phare a été construit par John Donahoo (en) et achevé en juillet 1833. Il a suivi essentiellement le même plan qu'il avait utilisé pour le phare de Concord Point. La lumière utilisait à l'origine onze mèches et réflecteurs, mais en 1855, une lentille de Fresnel du quatrième ordre avec une seule lampe a été installée, la lanterne ayant été améliorée en 1867 pour mieux s'adapter à la nouvelle lentille. Les installations d'éclairage ont été améliorées plusieurs fois au fil des ans, l'électrification ayant eu lieu en 1942. Son automatisation en 1947 a entraîné le départ à la retraite de Fannie Salter (en), la dernière femme gardienne de phare aux États-Unis. Ce phare est également connu pour le grand nombre de femmes qui ont servi de gardien de phare : quatre des dix gardiens connus, servant 89 des 115 ans où la lumière était dotée de personnel.
Donahoo a aussi construit une maison de gardien. À l'origine d'un seul étage, celle-ci a été élevé à deux étages en 1889. Le site abritait également un bâtiment de cloche de brouillard inhabituelle, construite en 1888. En raison de la hauteur du bluff, il a été décidé de mettre la cloche aussi bas que possible au sol. Pour loger les poids du mécanisme de sonnerie, un puits de trente pieds a été creusé en-dessous du bâtiment. Pendant la Seconde Guerre mondiale, une tour de guet a été placée au sommet du bâtiment de la cloche.
Après l'automatisation, le site éloigné de la tour en a fait une cible de vandalisme. Un incident au cours duquel la tour a été cambriolée et la lentille volée a entraîné le retrait d'une grande partie de l'escalier en colimaçon en bois et le scellement de l'entrée avec une porte en acier. La maison du gardien est tombée en ruine et a été démolie en 1972.
En 2000, le feu a été mis hors service et loué à Turkey Point Light Station (TPLS), une organisation à but non lucratif qui a pris en charge l'entretien de la structure. La lumière a été réactivée en tant qu'aide privée à la navigation en 2002. Le groupe a en outre remplacé l'échelle en acier du phare par un nouvel escalier en colimaçon en bois. Le week-end, les bénévoles proposent des visites du phare. En 2006, la Garde côtière a transféré la propriété à l'État du Maryland, qui a ensuite renouvelé le bail à TPLS. Le terrain autour de la gare fait aujourd'hui partie du Elk Neck State Park (en) .

## Description
Le phare  est une tour cylindrique en brique de 11 m de haut, avec galerie et lanterne. Le phare est peint en blanc et la lanterne est noire. Il émet, à une hauteur focale de 39 m, un éclat blanc par période de 6 secondes. Sa portée n'est pas connue.
Identifiant : ARLHS : USA-857 ; USCG : 2-8975 ; Admiralty : J2344  .

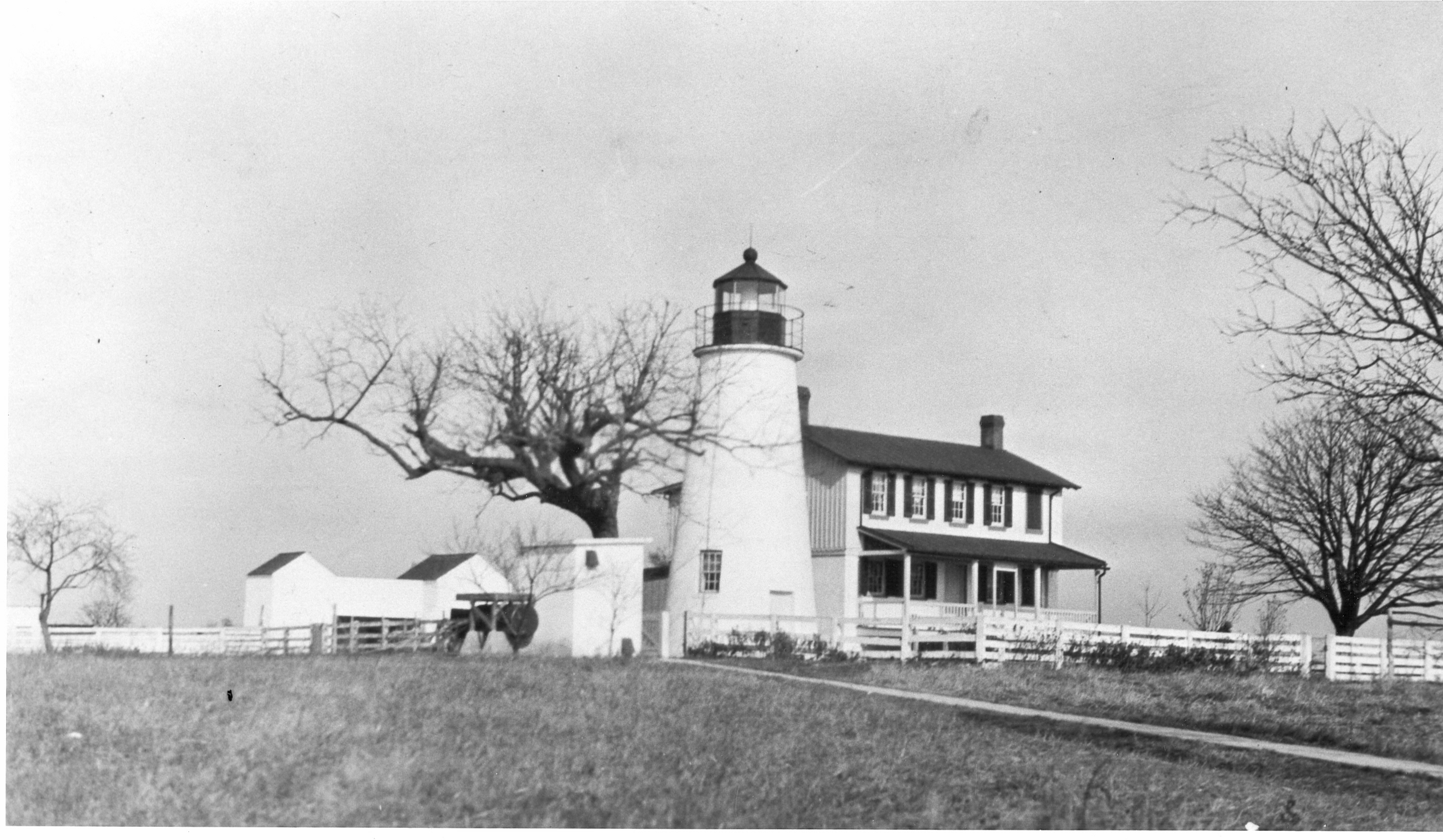
Phare (photo USCG)
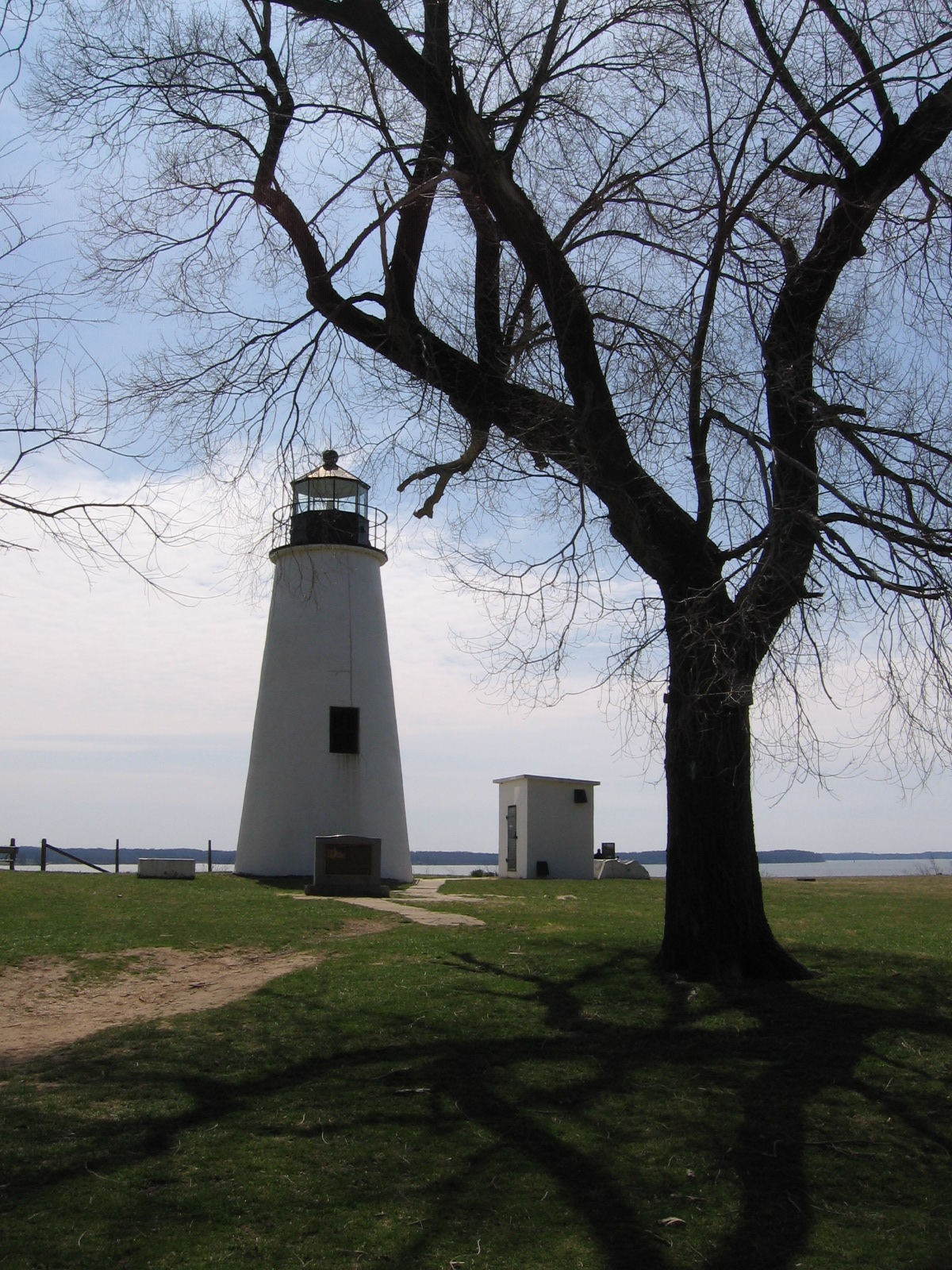
Le phare

### Lien connexe
- Liste des phares du Maryland